# Symposiachrus loricatus
El monarca de Buru (Symposiachrus loricatus) es una especie de ave paseriforme de la familia Monarchidae endémica de la isla Buru, en Indonesia.

## Distribución y hábitat
Se encuentra únicamente en la isla Buru. Sus hábitats naturales son las selvas tropicales húmedas tanto de tierras bajas como de montaña de la isla. La especie ocupa una extensión de más de 20,000 km² y la población estable supera los 10,000 ejemplares, y por lo tanto no se la considera una especie amenazada.